# Colocleora acutangula
Colocleora acutangula är en fjärilsart som beskrevs av W. Warren 1905. Colocleora acutangula ingår i släktet Colocleora och familjen mätare. Inga underarter finns listade i Catalogue of Life.